# Gianandrea Gavazzeni
Gianandrea Gavazzeni (Bergame, 27 juillet 1909 - idem, 5 février 1996) est un chef d'orchestre, musicologue et compositeur italien.

## Biographie
Gianandrea Gavazzeni étudie de (1921 à 1931) à Rome et à Milan, où il a comme professeurs, Renzo Lorenzoni (piano), Ildebrando Pizzetti et Mario Pilati (composition). Il devient assistant du chef Antonicelli, mais sa carrière est d'abord essentiellement orientée vers la composition, et il ne dirige que ses propres œuvres, notamment l'opéra, Paul e Virginia (Bergame, 1935), ainsi que plusieurs concertos pour instruments (violon, piano, etc).
Ce n'est qu'après la Seconde Guerre mondiale, qu'il entreprend une vraie carrière de chef d'orchestre, dirigeant dans tous les principaux théâtres italiens, mais principalement à La Scala de Milan, à compter de 1948. Il se produit aussi à l'étranger, Vienne, Salzbourg, Aix-en-Provence, Glyndebourne, Chicago, New York, etc.
Grand spécialiste de Gaetano Donizetti, dont il fera une relecture et dirigera de nombreuses reprises de ses ouvrages oubliés, notamment Anna Bolena, avec Maria Callas, à La Scala en 1957. Il dirige aussi la création d'œuvres contemporaines, telles L'Assassino nella Cattedrale et La Figlia di Lorio de Pizzetti, dont il fut l'élève. 
Gavazzeni a également publié de nombreux écrits au sujet de compositeurs; Donizetti, Moussorgsky, Wagner, Pizzetti, ainsi que des livres La morte dell'opera (1956) et I nemici della musica (1965).
En 1991, il épouse Denia Mazzola, une soprano italienne.

## Sources
- Alain Pâris, Dictionnaire des interprètes et de l'interprétation musicale au XXe siècle, Paris, Robert Laffont, coll. « Bouquins », 1989, 1112 p. (ISBN 978-2-221-06660-7 et 2-221-06660-X, OCLC 319830089).